# 前195年
| 千纪： | 前1千纪 |
| 世纪： | 前3世纪 \| 前2世纪 \| 前1世纪                                                                                         |
| 年代： | 前220年代 \| 前210年代 \| 前200年代 \| 前190年代 \| 前180年代 \| 前170年代 \| 前160年代                               |
| 年份： | 前200年 \| 前199年 \| 前198年 \| 前197年 \| 前196年 \| 前195年 \| 前194年 \| 前193年 \| 前192年 \| 前191年 \| 前190年 |
| 纪年： | 西汉汉高帝十二年 |

## 大事记
- 汉尼拔在罗马使者要人之前逃离迦太基。
- 衛滿鮮推翻箕子鮮的准王而立國。
- 塞琉古帝國安條克三世奪取包含奇裡乞亞和以弗所在內的小亞細亞沿岸托勒密王國領土，第五次敘利亞戰爭（前202-前195年）結束。
- 在亞該亞同盟勸說下，羅馬資深執政官提圖斯•昆克蒂烏斯•弗拉米寧與帕加馬、羅德島和馬其頓組成聯盟，針對斯巴達國王納比斯發動反納比斯戰爭，戰後阿爾戈斯併入亞該亞同盟。
- 英布逃亡時，被妻舅吳臣命鄉民刺殺而死。
- 二月，劉邦派樊噲攻擊盧綰，令皇子劉建為燕王。
- 四月二十五日（前195年6月1日），漢朝開國皇帝劉邦在長樂宮駕崩，盧綰得知消息後帶領部下逃亡匈奴，被冒頓封為東胡盧王。
- 五月二十日（6月26日），劉邦和皇后呂雉之子——太子劉盈立為國君，到太上皇廟。群臣給劉邦上廟號太祖，諡號高皇帝。

## 出生
- 張騫——中國西漢的外交家與探險家，絲路的開拓者

## 逝世
- 6月1日 - 刘邦，西汉开国皇帝(前256年出生)。
- 英布，秦末漢初名將，項羽封其為九江王，漢朝建立後封淮南王。